# Vědma (seriál)
Vědma (slovensky Vedma) je pětidílná česko-slovenská fantasy minisérie, vzniklá v produkci Voyo Originál v roce 2023. Autorkou námětu, scenáristkou a producentkou je Slovenka Adriana Kronerová, režisérem je její syn Jakub Kroner.
V hlavních rolích minisérie se objeví Annet Charitonova, v hudebním světě známá jako Annet X, pro níž je Vědma hereckým debutem, Dagmar Havlová, Josef Trojan, Jaroslav Dušek, Antónia Lišková, Gabriela Marcinková, Ivan Franěk, Denis Šafařík, Vica Kerekes a další.

## Děj
Vědma je fantasy minisérie, jejíž příběh se vztahuje již k období rudolfínské Prahy, ale samotný děj je zasazen do současnosti; jde o příběh, tematizující odvěký souboj dobra a zla – světla a temnoty.
Filip, jeden z mnoha alchymistů rudolfínské éry, se vášnivě věnuje experimentům s elixírem věčného života. Díky existenci tajemného Golema se mu podaří stát se téměř nesmrtelným, stejně jako jeho potomkům Lucii a Tomovi. Společně putují časem, vyživováni pouze zlem a negativní energií; tu vytvářejí mezi lidmi tím, že jimi manipulují při využití technologií, které jim pomáhají udržet si svou moc a dlouhověkost. Jejich hlavním cílem je zbavit se staletého prokletí závislosti na této energii a přejít do dimenzí, kde už nebudou vázáni na fyzická těla.
Pro dosažení tohoto cíle však musí najít přechodový portál, který je střežen tajemnou postavou známou jako Vědma. Ta se řadí mezi bytosti světla, nejsoucí zcela z tohoto světa. Mohou se pohybovat v čase a prostoru a existovat tak v paralelních světech. Zdroj energie, který používají, je čisté světlo, a proto nepotřebují žádné nástroje. Důležitou roli v příběhu hrají také obyčejní lidé; i mezi nimi se najdou jedinci, kteří dokážou vnímat bytosti světla – to díky daru rozšířeného vědomí.

## Obsazení
| Antónia Lišková     | Vědma         |
| Annet Charitonova   | Klára         |
| Josef Trojan        | Tom           |
| Dagmar Havlová      | Bára          |
| Jaroslav Dušek      | Ondřej        |
| Gabriela Marcinková | Lucie         |
| Ivan Franěk         | Filip Antonín |
| Ervin Nagy          | Lukáš Kapler  |
| Denis Šafařík       | Adam          |
| Vica Kerekes        | Kristýna      |
| Petr Vaněk          | Daniel        |
| Dušan Cinkota       | Golem         |
| Jan Čenský          |               |
| Bořivoj Čermák      |               |
| Anna Čtvrtníčková   | Táňa          |
| Petr Čtvrtníček     | František     |
| Iveta Dušková       |               |
| Nataša Burger       |               |
| Anna Marie Purić    |               |
| Peter Kočiš         |               |
| Daniel Fischer      |               |
| Miroslav Kasprzyk   |               |
| Vladimír Zboroň     |               |
| Anna Bangoura       |               |

## Seznam dílů
| Pořadí | Režie        | Scénář            | Datum premiéry    |
| ------ | ------------ | ----------------- | ----------------- |
| 1      | Jakub Kroner | Adriana Kronerová | 16. června 2023   |
| 2      | Jakub Kroner | Adriana Kronerová | 23. června 2023   |
| 3      | Jakub Kroner | Adriana Kronerová | 30. června 2023   |
| 4      | Jakub Kroner | Adriana Kronerová | 7. července 2023  |
| 5      | Jakub Kroner | Adriana Kronerová | 15. července 2023 |